# Hendon Hooker
Alan Hendon Hooker (Greensboro, 27 gennaio 2002) è un giocatore di football americano statunitense che milita nel ruolo di quarterback per i Detroit Lions della National Football League (NFL).

## Carriera universitaria
Hooker iniziò la carriera nel college football nel 2017 a Virginia Tech. Fu nominato titolare nel 2019 e rimase in quell'istituto fino al 2020. L'anno seguente si trasferì a Tennessee. Iniziò la stagione come riserva di Joe Milton ma fu presto promosso come titolare. Ebbe sei partite con almeno 3 touchdown passati e chiuse con 2.945 yard passate, 31 touchdown, 3 intercetti e altri 5 touchdown su corsa.
Nel 2022 i Volunteers vinsero 11 partite (secondo miglior risultato della loro storia) e Hooker partì come titolare in 9 di esse. Concluse in anticipo la stagione a causa di un infortunio al legamento crociato anteriore, con 3.135 yard passate, 27 touchdown e 2 intercetti, venendo premiato come giocatore offensivo dell'anno della Southeastern Conference e finendo quinto nelle votazioni dell'Heisman Trophy.

## Carriera professionistica

### Detroit Lions
Hooker era considerato uno dei migliori quarterback selezionabili nel Draft NFL 2023 e una potenziale scelta del primo giro. Tuttavia scese sino al terzo giro, dove fu chiamato come sessantottesimo assoluto dai Detroit Lions. Dopo non essere mai sceso in campo nella sua stagione da rookie, debuttò come professionista subentrando al titolare Jared Goff nella gara del sesto turno contro i Dallas Cowboys a risultato ampiamente acquisito, completando un passaggio su due per 19 yard.